# 4e Convention nationale acadienne
La IVe convention nationale acadienne a lieu en 1900 à Arichat, en Nouvelle-Écosse (Canada).
Les délégués demandent l'acadianisation de l'Église, en particulier la nomination d'un évêque acadien. Ils réclament aussi une action commune des journaux acadiens pour protéger les intérêts du peuple acadien. Le premier ministre canadien, Wilfrid Laurier, était présent, de même que le premier ministre néo-écossais, George Henry Murray.

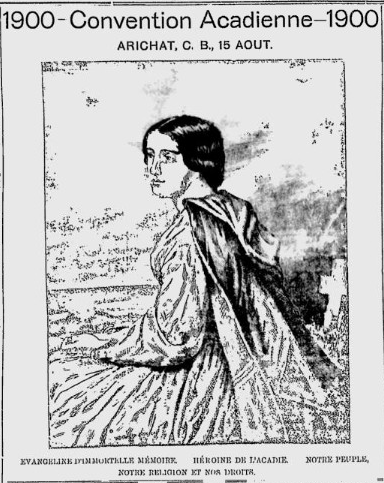
Annonce de la convention dans L'Évangéline du 9 août 1900.
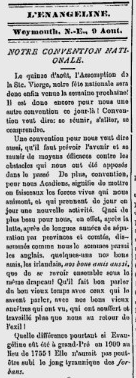
Un article annonçant la convention, dans le même numéro.